# Seth Godin

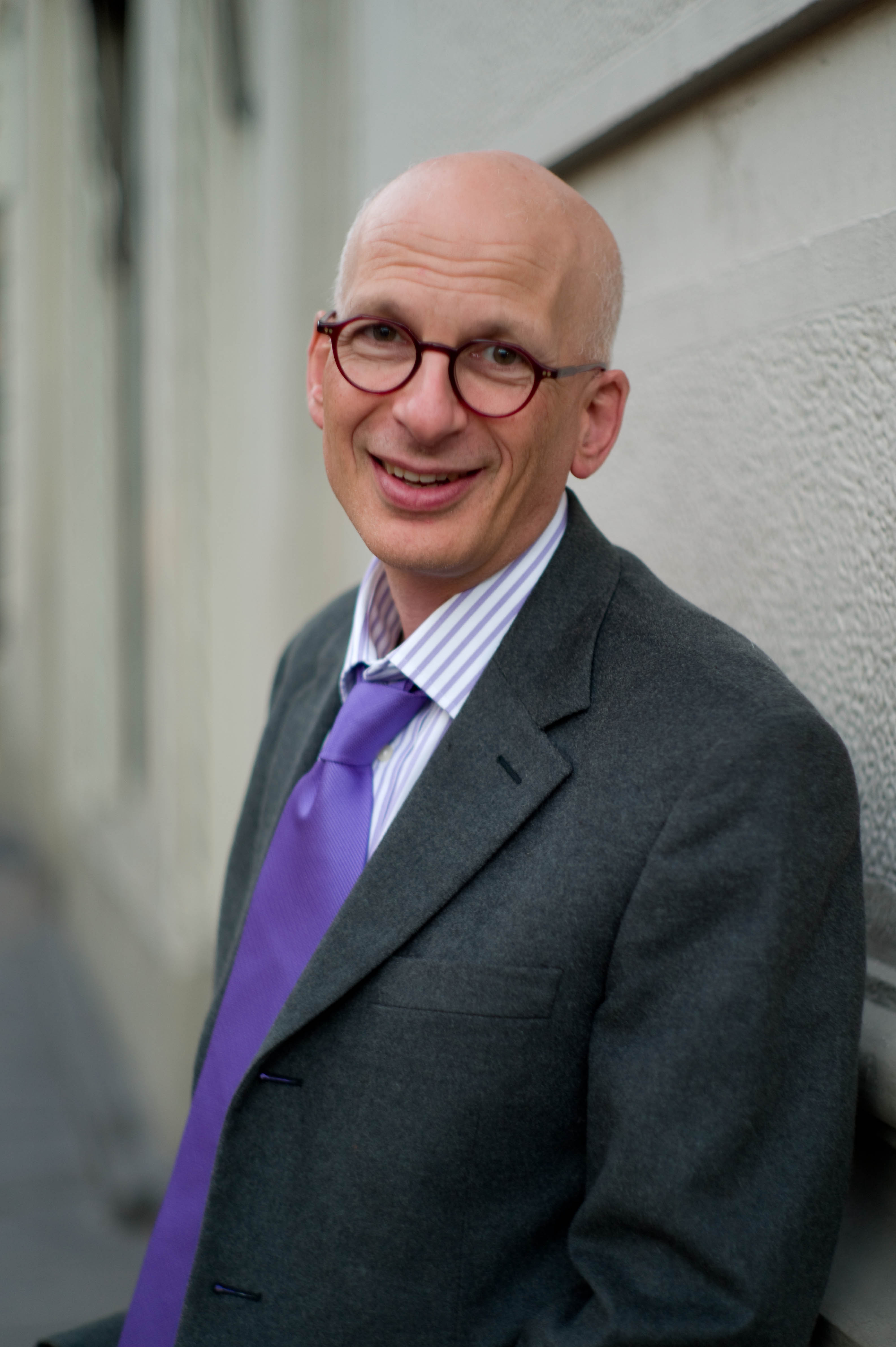
Seth Godin

Seth Godin (sinh ngày 10 tháng 7 năm 1960) là một tác giả, doanh nhân, nhà tiếp thị, nhà diễn thuyết người Mỹ.

## Thân thế
Godin tốt nghiệp trường Đại học Tufts năm 1982 với bằng khoa học máy tính triết học, và ông lấy bằng thạc sĩ quản trị kinh doanh (Master of Business Administration – MBA) về marketing tại trường Stanford Business School. Từ năm 1983 đến 1986, ông làm vị trí giám đốc nhãn hiệu tại công ty Spinnaker Software.
Vào năm 1995, Godin thành lập công ty chuyên về online marketing đầu tiên, Yoyodyne. Sau đó, ông bán công ty này cho Yahoo! vào năm 1998. Và Godin trở thành Phó chủ tịch bộ phận tiếp thị đồng tình của Yahoo!.
Ông cũng từng là cây bút chính cho tạp chí Fast Company.
Cuối năm 2005, Godin lập ra trang web Squidoo.

## Tư tưởng
Tư tưởng của Seth Godin gồm có 3 yếu tố chính. Thứ nhất, sự chấm dứt của tổ hợp truyền hình có nghĩa là các nhà tiếp thị sẽ không còn quyền năng bắt mọi người phải chú ý đến những gì mà nhà tiếp thị muốn nữa. Thứ hai, trong một thị trường mà người tiêu dùng ngày càng trở nên quyền lực hơn, các nhà tiếp thị phải tôn trọng người tiêu dùng hơn; điều này có nghĩa là không email rác, không có lừa gạt và phải giữ lời. Cuối cùng, Godin khẳng định rằng cách duy nhất để phát tán một ý tưởng (hay thông điệp) là ý tưởng đó phải có khả năng tạo ra thông tin truyền miệng bằng cách trở nên nổi bật. Godin gọi những người phát tán ý tưởng là "người hắt hơi" (Sneezers), và ý tưởng có khả năng phát tán là "ý tưởng virus" (IdeaViruses). Ông gọi một sản phẩm nổi bật là con bò tía (purple cow).
Seth Godin nổi tiếng với phong cách diễn thuyết trực quan, đầy cá tính và sôi nổi. Ông được tổ chức Successful Meeting xem là một trong 21 diễn giả hàng đầu của thế kỷ 21 Tạp chí Business Week từng ca ngợi rằng "Seth Godin có lẽ là doanh nhân xuất sắc nhất của Thời Đại Thông tin" (Ultimate Entrepreneur for the Information) Age".

## Các tác phẩm
Godin đã viết được 9 cuốn sách và đều bán rất chạy trên khắp thế giới. Các cuốn sách này đã làm thay đổi cách tư duy của mọi người về marketing, sự thay đổi và công việc. Sách của ông đã được dịch sang hơn 20 thứ tiếng và sách ebook của ông thuộc dạng bán chạy nhất. Nhiều từ vựng mới trong lĩnh vực marketing là do ông tạo ra, chẳng hạn như permission marketing (tiếp thị đồng tình), ideaviruses (ý tưởng virus), purple cows (con bò tía), sneezers (người hắt hơi),...
Cuốn sách mới nhất của ông The Dip, là cuốn bán chạy nhất của ông từ trước đến nay. Cuốn sách nói về nghệ thuật bỏ cuộc, nhưng quan trọng hơn nó nói về cách thức trở thành số 1 thế giới..
Small is the New Big được xuất bản năm 2006 và đã được đề cử giải thưởng Quill bởi tạp chí Publishers Weekly.
All Marketers are Liars (Những tay tiếp thị đều nói xạo) từng lọt vào top 100 sách bán chạy nhất của Amazon and đã được dịch sang hơn 12 thứ tiếng, trong đó có cả tiếng Việt.
Free Prize Inside, từng lọt vào top 50 sách bán chạy nhất của Amazon và là sách kinh doanh bán chạy nhất theo bình chọn của tờ New York Times. Nó mô tả cách thức mỗi cá nhân hoạt động như thế nào trong phòng marketing ... và cho thấy cách thức để bạn tạo ra sự thay đổi
Purple Cow (con bò tía) là sách bán chạy của tờ New York Times và Wall Street Journal. Nó bàn về cách thức để một công ty chuyển mình để trở nên nổi bật hơn. "Con bò tía - Hãy tạo ra sự khác biệt để thay đổi hoàn toàn công việc kinh doanh của bạn" đã được dịch sang tiếng Việt và được Nhà xuất bản Giáo dục ấn hành năm 2006.
Unleashing the Ideavirus là cuốn sách ebook bán chạy nhất từ trước đến nay. Hơn 2.000.000 người đã download bản ebook của cuốn sách này
Ngoài ra còn có những cuốn như Permission Marketing, The Big Red Fez, Survival is Not Enough.